# Neubrück (Groß Köris)

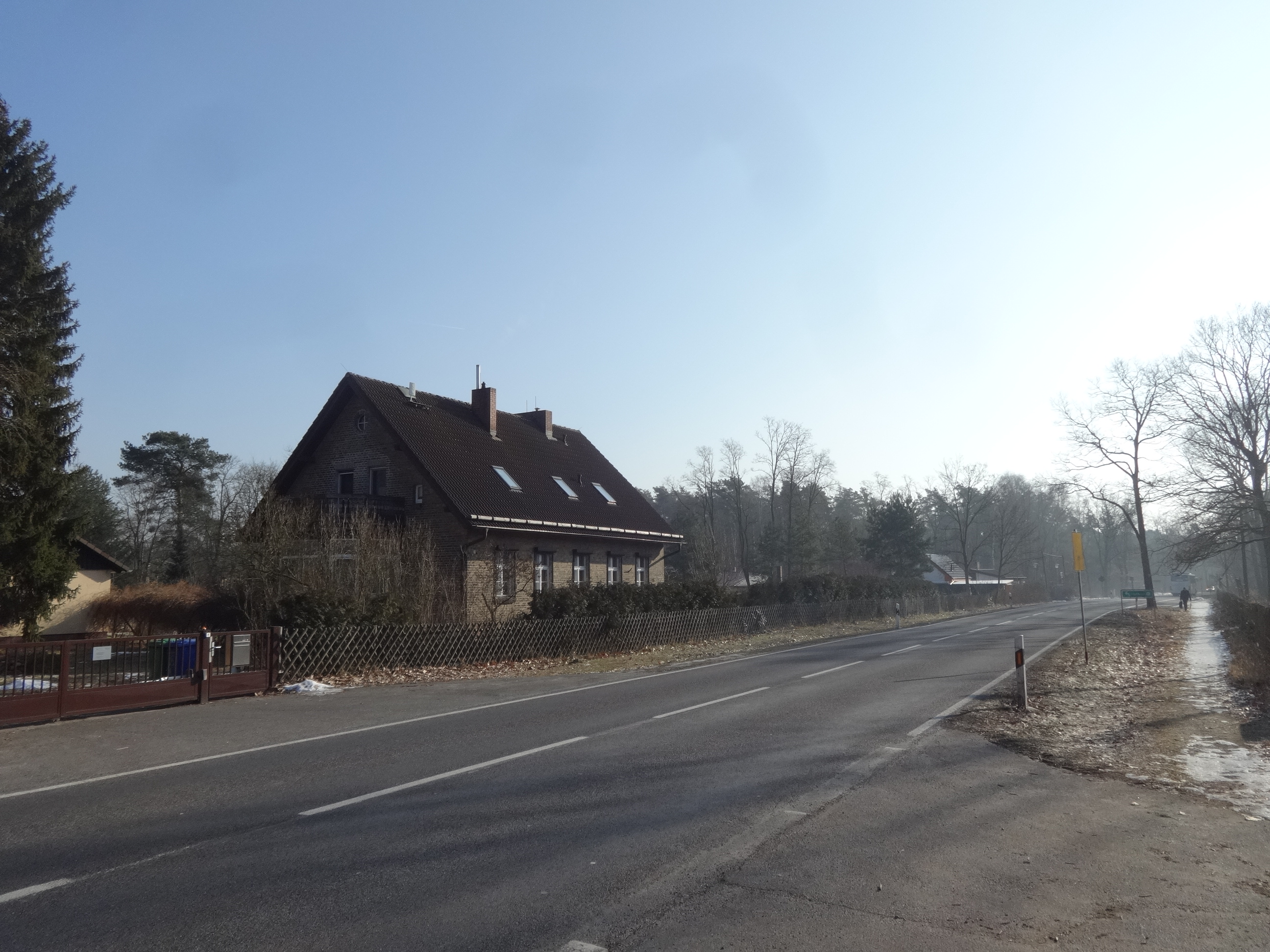
Neubrück an der B 179

Neubrück, auch Siedlung Neubrück, ist ein Wohnplatz der Gemeinde Groß Köris im Landkreis Dahme-Spreewald in Brandenburg.

## Geographische Lage
Der Wohnplatz liegt nordwestlich des Gemeindezentrums am Hölzernen See. Nordwestlich schließt sich der Ortsteil Gräbendorf der Gemeinde Heidesee an. Es folgen im Uhrzeigersinn der Heideseer Ortsteil Prieros, der Groß Köriser Ortsteil Klein Köris, Groß Köris sowie der Wohnplatz Wilhelminenhofer Weg.

## Geschichte
Im Jahr 1653 erschien eine Neue Brück in einem Dokument, in dem die Schenken von Landsberg  das Dorf Klein Köris „sowie die Heide bis an die Neue Brück“ an die Herrschaft Buchholz verpfändeten. Erstmals urkundlich erwähnt wurde Neubrück im Jahr 1700 als Gasthof mit dem Namen Krug an der Neuen Brücke. Die genannte Brücke wurde erstmals 1653 erwähnt, den Ort gab es zu dieser Zeit vermutlich noch nicht. Dem Krüger stand „etwas“ Acker zur Verfügung, das er selbst nutzen durfte. 1745 gab es einen Krug sowie ein Familienhaus und ein Fischerhaus. Seit 1775 wird Neubrück unter seinem im 21. Jahrhundert genutzten Namen bezeichnet.  Im Siebenjährigen Krieg sollen Truppen des Friedrich II. durch den Ort gezogen sein.
Im Jahr 1801 bestanden ein Forsthaus sowie der Krug „unweit Kleinköris“ nebst einem Einlieger und einem Fischer. Es gab drei Feuerstellen (=Haushalte). Während der Befreiungskriege schütteten die Truppen Napoleon Bonapartes die Enge zwischen dem Hölzernen See und der Schmölde zu, um weiter nach Norden vorstoßen zu können. Die Region wird daher zum Teil noch im 21. Jahrhundert als Franzoseneck bezeichnet. 1840 gab es das Forsthaus sowie den Krug mit insgesamt vier Wohnhäusern. 1858 arbeitete in dem als Etablissement bezeichneten Ort ein Fischer mit acht Gehilfen; hinzu kamen sechs Gärtnergehilfen. Erstmals wurde eine Holzhandlung erwähnt. Es gab nach wie vor einen Krug und ebenfalls erstmals einen Renter (Rentier). In Neubrück arbeiteten drei nebengewerbliche Landwirte, die vier Knechte und Mägde beschäftigten. Hinzu kam ein Arbeiter. Die drei Bauern besaßen drei Höfe, von denen zwei zusammen 106 Morgen groß waren, der weitere lediglich sieben Morgen. 1860 gab es das Gasthaus sowie das Fischerhaus mit sechs Wohn- und elf Wirtschaftsgebäuden, darunter auch eine Ziegelei. Daneben gab es das Forsthaus, das zum Schutzbezirk im „Anschluss des Etablissements Neubrück“ gehörte. Dort standen ein Wohn- und drei Wirtschaftsgebäude.
Das Fischereietablissement gehörte bis 1905 zum Gemeindebezirk Groß Köris; zuvor war es gemeindefrei. Im genannten Jahr kam es zum Gutsbezirks Hammerscher Forst. Die beiden Förstereien mit Haus gehörten ebenfalls zu diesem Gemeindebezirk. Aus dem Jahr 1923 ist weiterhin die Existenz eines Forsthauses überliefert. 1929 bestand die Gaststätte Neubrück mit den benachbarten Wohnstätten Forstaufseherhaus Neubrück, Fischereietablissement Neubrück und Försterei Neubrück. Von dieser Gemarkung wurden rund 2,2 Hektar nach Kleinköris eingemeindet. 1932 erschien der Ort als erstmals Wohnplatz, weiterhin im Jahr 1957. Der Groß Köriser Bürger Wilhelm Bachmann gründete Anfang des 20. Jahrhunderts auf dem Gebiet, in dem zuvor nur ein Gasthaus stand, eine Anglersiedlung. Mit dem Anschluss von Groß Köris an die Bahnstrecke Berlin–Görlitz im Jahr 1931 musste der Krug jedoch mangels Nachfrage schließen. Gleichzeitig stieg mit der Gründung Groß-Berlins jedoch die Nachfrage nach Ton und Holz, so dass der Gasthausbesitzer eine Ziegelei errichtete, die jedoch auch nur eine vergleichsweise kurze Zeit existierte und schließlich von einem Bauernhof abgelöst wurde. Ein ebenfalls vorhandenes Sägewerk schloss 1928. Zwei Jahre später gründeten Angler eine Siedlung, die im Jahr 2008 aus 200 Flurstücken mit 434 Mitgliedern besteht.

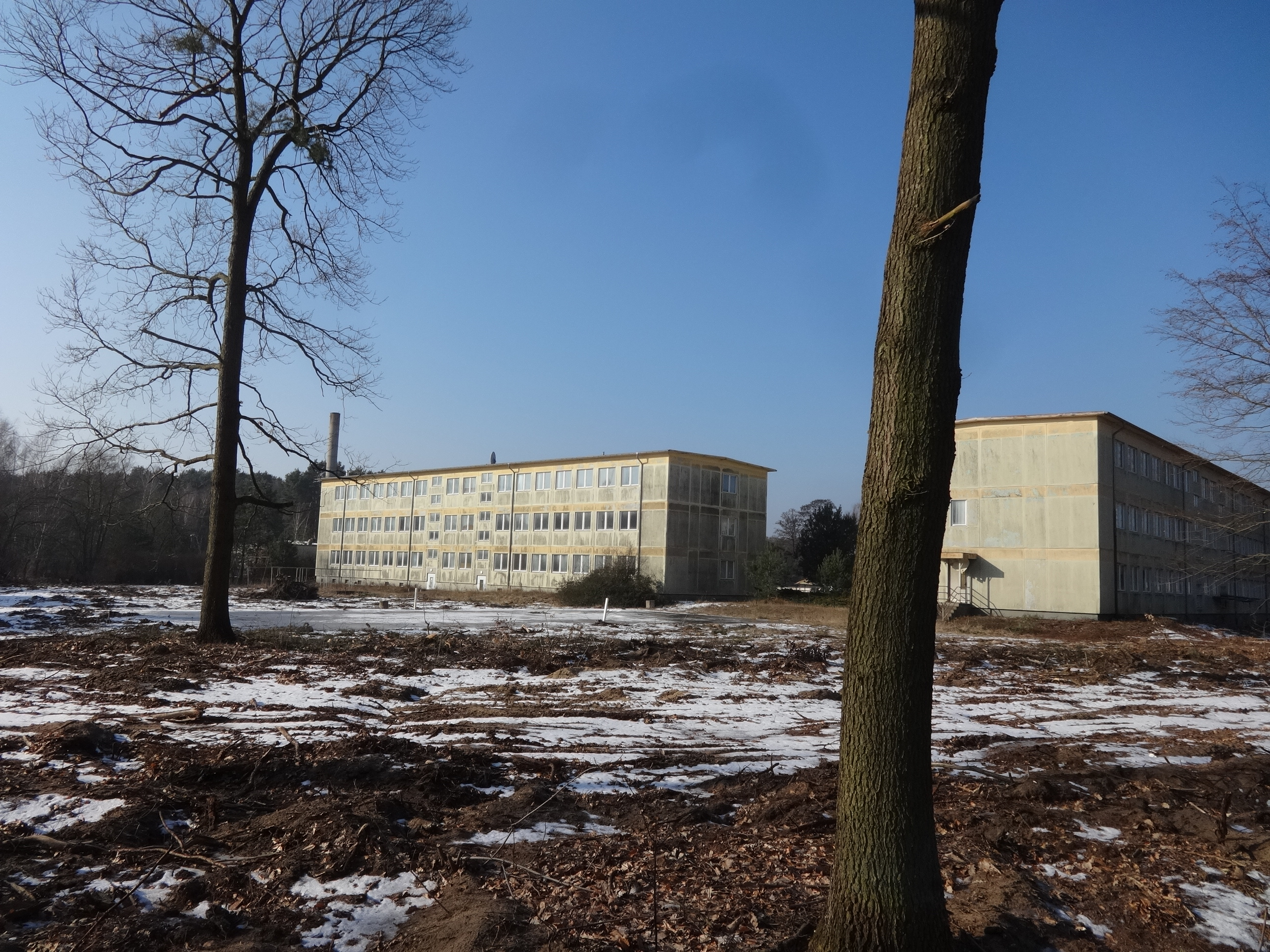
Ehemaliges Ferienlager

Im Zweiten Weltkrieg erhielt die 10. SS-Panzer-Division „Frundsberg“ den Auftrag, einen Riegel der Roten Armee um den Kessel von Halbe über Neubrück aus aufzubrechen. Sie gelangte beim Forsthaus in Hammer zur 9. SS-Panzer-Division „Hohenstaufen“. Dabei wurde auch ein Postmeilenstein zerstört, der im Jahr 2007 wieder aufgestellt wurde.
Zur Zeit der DDR befand sich im westlichen Teil der Gemarkung ein Kinderferienlager der NVA. 1964 wurde Neubrück nach Kleinköris eingemeindet und war seit 1970 ein Ortsteil von Groß Köris. Ein Investor plant im Jahr 2020 auf dem Gelände des ehemaligen Ferienlagers den Bau von Ferienwohnungen.

## Bevölkerungsentwicklung
| Jahr      | 1772 | 1801 | 1817 | 1840 | 1858                             | 1925 |
| Einwohner | 19   | 15   | 18   | 26   | Fischerei: 34 und Förstereien: 6 | 26   |

## Wirtschaft und Infrastruktur

### Wirtschaft
Neben den Anglern wird am Ufer des Hölzernen Sees Kies abgebaut und mit Güterloren zu einem Lager- und Verladeplatz am Hölzernen See transportiert. Von dort erfolgt ein Abtransport per Lkw. Am Prieroser Weg existiert ein zwei Hektar großer Campingplatz, ein Jugendzentrum sowie ein Restaurant an der Bundesstraße 179.

### Verkehr
Der Wohnplatz wird in Nord-Süd-Richtung durch die B 179 erschlossen. Die Linie 727 der RVS ermöglicht eine Verbindung nach Königs Wusterhausen und Teupitz.